# La Vengeance faite femme
La Vengeance faite femme (The Love of Her Life) est un téléfilm américain réalisé par Robert Malenfant, diffusé le 1er mars 2008 sur Lifetime.

## Fiche technique
- Titre original : The Love of Her Life
- Réalisation : Robert Malenfant
- Scénario : Mac Hampton et Christine Conradt, d'après une histoire de Ken Sanders
- Photographie : Bill St. John
- Musique : Steve Gurevitch
- Pays : États-Unis
- Durée : 90 minutes

## Distribution
- Cynthia Preston (VF : Marie-Laure Dougnac) : Allison Hagan
- Brandy Ledford (VF : Marie-Frédérique Habert) : Kathryn Brown
- Cameron Bancroft (VF : Arnaud Arbessier) : Brian Hagan
- Nick Baillie (VF : Jérôme Rebbot) : Ian Matthews
- Claire Brosseau : Jordan
- Paula Jean Hixson (VF : Laurence Bréheret) : Joy
- Alex House (en) (VF : Brice Ournac) : Scott Brown
- Jon McLaren (en) (VF : Romain Redler) : Mike
- Marya Delver (VF :  Dorothée Jemma) : Becky
- Caitie Campo : Allison jeune

Sources VF : Carton de doublage